# زیمونه گراینر-پتر-مم
زیمونه گراینر-پتر-مم (آلمانی: Simone Greiner-Petter-Memm؛ زادهٔ ۱۵ سپتامبر ۱۹۶۷) اسکی‌باز صحرانوردی و ورزشکار دوگانه اهل آلمان است.